# Fabrisabella vasculosa
Fabrisabella vasculosa är en ringmaskart som beskrevs av Hartman 1969. Fabrisabella vasculosa ingår i släktet Fabrisabella och familjen Sabellidae. Inga underarter finns listade i Catalogue of Life.